# Eutrachelophis papilio
Eutrachelophis papilio — вид змій родини полозових (Colubridae). Ендемік Бразилії. Описаний у 2019 році.

## Поширення і екологія
Eutrachelophis bassleri мешкають в Бразильській Амазонії, в штатах Амазонас і Пара. Вони живуть у вологих рівнинних тропічних лісах.